# Tetrapisispora blattae
Tetrapisispora blattae är en svampart som först beskrevs av Henninger & Windisch, och fick sitt nu gällande namn av Kurtzman 2003. Tetrapisispora blattae ingår i släktet Tetrapisispora och familjen Saccharomycetaceae.   Inga underarter finns listade i Catalogue of Life.